# Gruppolarisering
Gruppolarisering är inom socialpsykologin tendensen att grupper fattar beslut som är mer extrema än vad dess ingående medlemmar initialt föresatte sig. Mera riskbenägna medlemmar utsätter sig för större risker och de mer försiktiga medlemmarna blir ännu mer försiktiga. Fenomenet innefattar också situationen att gruppers attityder till ett visst förhållande kan förändras till följd av att medlemmarna förstärkt och intensifierat sin ståndpunkt efter gruppdiskussioner.

## Översikt
Gruppolarisering är fenomenet som utspelar sig när människor i grupper fattar mer extrema beslut och utvecklar mer extrema åsikter än vad de är benägna till som enskilda. Människor intar mer extrema positioner och förordar farligare vägar efter att ha deltagit i diskussionsgrupper än vad samma personer gjorde innan dessa diskussioner. Fenomenet kallades först risky shift men det visade sig sedan överskrida riskbenägenheten i sig, så fenomenet har också kallats choice shift.
Gruppolarisering är ett viktigt begrepp eftersom det förklarar gruppbeteenden i en mångfald situationer i vardagslivet och samtiden. Exempel på sådana situationer är politik, terrorism, våldsmiljöer och studentliv. Det kan till exempel ses vid politiska möten att före ett stort politiskt val drabbas grupperna av polarisering. Ett politiskt parti har som regel tämligen likartade ideal och grundläggande värderingar. Vid vissa tillfällen kan dock medlemmar av politiska partier ibland börja gunga i sin uppfattning i en del frågor. Under möten är det politiska partiet som grupp betraktat starkt förenat i en bestämd riktning och exponeras för flera övertygande talare. En konsekvens är att varje medlem i det politiska partiet lämnar mötet mer uppeldad över var partiet står i frågor - oaktat dess kandidater - fastän de innan mötet ifråga kan ha tvekat. Fenomenet är också vanligt när en jury ska fatta beslut, i synnerhet i fall av bestämning av skadestånd i brottmål. Studier har visat att efter att ha överlagt saken tillsammans förleds jurymedlemmar ofta att besluta om högre eller lägre skadestånd än vad de föreslagit innan överläggningen. Studierna antyder att när jurymedlemmar förordat ett tämligen lågt skadestånd kan överläggningar leda till att samma person förordar ett ännu lägre, och att jurymedlemmar som förordat ett strängt straff börjar förorda ett ännu hårdare. Under senare år har internet och sociala medier på nätet erbjudit möjligheter att observera gruppolarisering och sammanställa ny forskning. Psykologer har visat att sociala medier som Facebook och Twitter kan belägga att gruppolarisering uppkommer också när gruppens medlemmar inte träffas fysiskt. När en grupp av människor påbörjar ett ämne och en sammanhängande dialog fortgår där gruppen i stort sett har samma åsikter, kan man se gruppolarisering.

## Historia och ursprung
Studier av gruppolarisering kan spåras tillbaka till en outgiven magisteruppsats från 1961 av James Stoner vid MIT, vilken hade observerat så kallat risky shift. Begreppet risky shift innebär att gruppens beslut är mer risktagande än genomsnittet av medlemmarnas var innan gruppen sammanstrålade.
I äldre studier uppmättes risky shift med ett test som kallas Choice-Dilemmas Questionnaire. Testet gick ut på att deltagarna tog ställning till hypotetiska scenarion i vilka en person konfronteras med ett dilemma och måste göra ett val för att lösa situationen som uppstår. Deltagarna ombads sedan att uppskatta sannolikheten att ett visst val skulle vara riskabelt eller förtjänstfullt för den påhittade person som diskuterades.
Sedan personerna avslutat frågeformuläret och gjort sina val oberoende av varandra, blev de efter en tid ombedda att deltaga i en grupp för att diskutera sina val. Baserat på förändringar i resultaten visade dessa tidiga studier att gruppbeslut brukade vara relativt sett mer riskbenägna än de beslut som tagits av individerna. Tendensen var samma när personernas egna bedömningar uppsamlades efter gruppdiskussionen och till och med när personernas bedömningar uppsamlades flera veckor efter diskussionen.
Upptäckten av risky shift betraktades som överraskande, särskilt som tidigare verk från och med 1920-talet av Allport och andra forskare tvärt emot kommit fram till att individer är mer extrema beslutsfattare än grupper, vilket gjorde att man förväntade sig att gruppbeslut skulle vara ungefär lika riskbenägna som dess medlemmars. De till synes kontraintuitiva upptäckterna av Stoner ledde till en våg av forskning på området, som först uppfattades som ett undantag vid beslutsfattande praktiker. Många personer hade kommit fram till att personer i gruppsammanhang kunde fatta beslut som de antog överensstämde med gruppens totala risknivå; eftersom Stoners arbete inte direkt gick in på detta specifika fenomen, och eftersom detta antogs stå i strid emot Stoners första definition av risky shift, tillkom nya kontroverser som ledde forskarna till att ytterligare utröna ämnet. Mot slutet av 1960-talet hade det dock blivit tydligt att risky shift bara var ett slag av flera attityder som blev mer extrema i grupper, varför Moscovici och Zavalloni myntade termen gruppolarisering.
Så småningom, efter årtionden av utforskning i laboratorier och fältstudier, började fenomenet gruppolarisering iakttagas i ett flertal fält. Det finns en substantiell mängd empiriska belägg för fenomenet. Gruppolarisering har av de flesta kommit att uppfattas som en grundläggande process vid beslutsfattande i grupp, och har blivit väl vedertaget som begrepp. Emellertid har fenomenet varit fortsatt svårbegripligt och obskyrt eftersom dess mekanismer inte fullt ut kunnat förklaras.

## Viktigare vetenskapliga förklaringar
Så gott som omedelbart efter att gruppolarisering upptäcktes uppkom en mängd olika teorier vilka gjorde anspråk på att förklara och utreda fenomenet. Förklaringarna kunde dock komprimeras till dess endast två primära mekanismer återstod: sociala jämförelser och informationella sociala bevis.

### Social jämförelse-teorin
Social jämförelse-teorin, eller normativ influens, har huvudsakligen använts som förklaring av gruppolarisering. Enligt en tolkning baserad på social jämförelse uppstår gruppolarisering som ett resultat av individeras begär att bli accepterade och emottagas på ett fördelaktigt sätt av gruppen; individer iakttar och utvärderar vad gruppen värderar och föredrar. I avsikt att erhålla acceptans försöker människor inta en position som liknar de övrigas men som är något mera extrem. Genom att göra så stödjer personen gruppens uppfattningar medan vederbörande samtidigt presenterar sig som en beundransvärd - formell eller informell - gruppledare. Närvaron av en medlem med extrem ståndpunkt eller attityd bidrar ytterligare till att polarisera gruppen, genom att andra medlemmar kommer att förändra sina uppfattningar i riktning mot den extremas. Studier som baseras på denna teori har visat att normativa influenser är mer sannolika i frågor om avkunnande av domar, när det finns en harmonisk gruppmålsättning, om det är personorienterade gruppmedlemmar, och om offentlig respons når gruppen.

### Informationell influens
Informationell influens har också använts för att förklara gruppolarisering, och är den mest erkända teorin bland psykologer idag. Teorin fastslår att individer blir mer övertygade i sina åsikter när de hör nya argument till stöd för sin position. Teorin gör gällande att varje gruppmedlem inträder i diskussionen medveten om en uppsättning informationsbitar eller argument som talar till förmån för den ena eller andra sidan, men att personen lutar sig mot sidan som tillhandahåller störst mängd information. Med andra ord, individer formar sina individuella val efter att ha övervägt de för- och nackdelar som framlagts. Några av dessa informationsbitar delas av medlemmarna medan andra informationsbitar delas inte. Förutsatt att de flesta eller alla gruppmedlemmar lutar åt samma håll i en fråga, kommer bitar av den odelade informationen att uttryckas under diskussionen, varvid de medlemmar som inte tidigare känt till den informationsbiten kommer att luta åt samma håll också. Gruppdiskussioner förändrar bevistyngden när medlemmarna uttrycker sina argument och sprider ljus över en rad nya positioner och idéer. Forskning antyder att informationell influens är mera sannolik i intellektuella frågor, vid gruppmålsättningar som kräver korrekta beslut, och när gruppen nås av privata responser.

### Kontroverser
På 1970-talet hördes många invändningar att informationell teori ensam skulle kunna förklara gruppolarisering.  Daniel Isenberg sammanställde 1986 en metaanalys över båda teoriernas belägg, och kunde i stort sett ge ett svar på de grundläggande mekanismerna. Isenbergs slutsats var att det finns övertygande bevis för att båda teorierna ibland verkar samtidigt, och ibland förklarar en av teorierna fenomenet ensamt.

### Jagkategorisering och social identitet
Trots att de två teorierna har brett erkännande för att förklara gruppolarisering, har det också framställts alternativa förklaringsmodeller. Den mest erkända av dessa är teorin om jagkategorisering, som är en del av teorin om social identitet som antar att likhet i en grupp uppkommer genom psykologiska processer, det vill säga att det att vara gruppmedlem definieras som den egna uppfattningen om sig själv som medlem av en specifik kategori (kategorisering). Följaktligen anser företrädare för teorin om jagkategorisering att gruppolarisering uppstår eftersom individer identifierar sig som medlemmar av en viss grupp och ansluter sig till den likriktade och prototypiska gruppositionen som är mer extrem än gruppmedlemmarnas genomsnittliga uppfattning. I motsats till de båda andra teorierna vidhåller teorin om jagkategorisering att kategorisering inom gruppen beror på gruppolarisering.
Stöd för teorin om jagkategorisering - som alltså förklarar gruppolarisering som att likrikta sig mot gruppens  polariserade norm - lades fram på 1990-talet av Hogg, Turner och Davidson. Deras experiment innehöll ett förtest, ett eftertest, och rekommendationer för gruppkonsensus, i dilemman där man kunde välja att vara riskbenägen, neutral eller försiktig. Forskarnas hypotes var att en ingrupp som konfronterades med en riskbenägen utgrupp skulle bli mera försiktig, att en försiktig ingrupp skulle bli mera riskbenägen om utgruppen var försiktigare, men att en ingrupp som var neutral inte skulle polarisera vid konfrontation med riskbenägna eller försiktiga gruppmedlemmar. Forskningsresultatet bekräftade att deltagarna var benägna att bli mer riskbenägna i riskfyllda frågor, och mer försiktiga när frågorna innehöll varnande element. En annan, liknande studie, har belagt att ingruppens prototyper blir mera polariserade om gruppen försätts i mera extrema sociala sammanhang. Det senare tycks stödja teorin om jagkategorisering när det gäller gruppolarisering.

## Choice shifts
Gruppolarisering och choice shifts liknar varandra på flera sätt men har också vissa avgörande olikheter. Termen gruppolarisering används när man talar om att individers attityder förändras, medan termen choice shift används när man talar om att gruppens attityd förändras. Myers och Lam (1976) beskriver choice shift som skillnaden mellan gruppmedlemmarnas medelvärde före gruppdiskussion och den beslutade gruppositionen i en viss fråga.
Förändringar mot riksbenägenhet och försiktighet är delar av en mera allmän idé om hur gruppen skapar polarisering i attityden. Fastän gruppolarisering huvudsakligen innefattar beslut som handlar om risker, kan förändringar också uppkomma i frågor som inte direkt handlar om risktagande. Detta tyder på att choice shift föreligger även när besluten inte direkt handlar om risker. Stoner har belagt att ett beslut påverkas av värderingarna bakom omständigheterna runt beslutsfattandet. Studien visade att situationer som normalt leder till större risktagande, orsakade en ökad risky shift. Yttermera visade den att situationer som normalt leder till större försiktighet, orsakade en ökad cautious shift. Dessa belägg visar också på vikten av tidigare förändringar i attityd. Choice shifts förklaras huvudsakligen genom den omfattande variationen i människors värderingar och hur högt personer håller dessa. Enligt Moscovici et al. är samspel inom gruppen och skillnader i åsikter nödvändiga för att gruppolarisering ska uppkomma. Även om en extremist i gruppen må inta en avvikande uppfattning, kan gruppens uppfattning bara förändras vid fungerande samspel inom gruppen. Med andra ord kommer extremisten inte att ha något inflytande på gruppens hållning utan samspel. Dessutom har Moscovici et al. visat att individuella preferenser är irrelevanta; det är uttryckta  åsiktsskillnader som spelar roll för förändring. Resultaten visar hur en enskilds åsikt inom gruppen inte kommer att få gruppen att gunga, utan det är kombinationen av alla individers åsikter som utgör grunden för förändring.

## Kontroverser
Medan det finns gott om belägg för fenomenet gruppolarisering, finns också stöd för motsatsen. Många studier har misslyckats finna polariserande effekter på grupper i beslutsfattande tillfällen, däribland Fishkin och Luskin (1999), vilkas resultat tyder på att vissa grupper inte uppvisar polarisering. Likaledes finns stöd för uppfattningen att inte alla grupper polariserar på samma sätt. Forskare har föreslagit att väletablerade grupper lider mindre av polarisering, liksom grupper som avhandlar problem som är bekanta för dem. Vid tillfällen där grupperna i någon mening är nyligen formerade och uppgifterna nya, kan dock gruppolarisering utöva en mer genomgripande influens på beslutsfattandet.